# Marthe Ekemeyong Moumié
Marthe Ekemeyong Moumié (4 de septiembre de 1931 - 9 de enero de 2009) fue una activista y escritora camerunesa anticolonialista. Fue miembro de la Unión de los Pueblos de Camerún, y mujer del dirigente político asesinado Félix-Roland Moumié.

## Carrera política
Marte Ekemoyong nació el 4 de septiembre de 1931, en Camerún. Se unió a la Unión de los Pueblos de Camerún, y fue la dirigente de la Unión Democrática de Mujeres Camerunesas. Conoció y se casó con el dirigente de la independencia camerunés Félix-Roland Moumié, con quien abandonó el país para evitar la persecución de las autoridades coloniales. Vivieron en varios países diferentes, incluyendo Sudán, y fueron bienvenidos por Gamal Abdel Nasser, Presidente de Egipto, cuando  llegaron allí. Enviaron a su hija Hélène a la escuela en China. Moumié fue asesinado en 1960 en Ginebra, Suiza. Fue envenenado con talio.
Posteriormente comenzó una relación con Atanasio Ndongo Miyone, un nacionalista de Guinea Ecuatorial. Fue ejecutado en 1969 como consecuencia de un golpe fallido contra el gobierno ecuatoguineano. Más adelante, Ekemeyong escribió sus experiencias en su autobiografía Dans Victime du Colonialisme Français (La Víctima de la Colonización francesa) en la que narra cómo fue encarcelada y torturada durante cinco años por los gobiernos de Guinea Ecuatorial y Camerún.

### Muerte
Fue encontrada sin vida en su casa el 9 de enero de 2009, a los 78 años de edad. Informes de medios de comunicación sugirieron inicialmente que fue asesinada vía estrangulamiento, y previamente violada. Los informes también destacaron que uno de sus dientes resultó roto en una aparente lucha. Su cuerpo fue encontrado por un familiar que no recibió ninguna respuesta al llamar a su puerta. Se cree que el asesinato tuvo lugar la noche del  7/8 de enero. El funeral tuvo lugar ese mismo mes de enero, el día 31.